# Аталанс
Аталанс (фр. Attalens) — громада  в Швейцарії в кантоні Фрібур, округ Вевез.

## Географія
Громада розташована на відстані близько 70 км на південний захід від Берна, 40 км на південний захід від Фрібура.
Аталанс має площу 9,7 км², з яких на 13,3% дозволяється будівництво (житлове та будівництво доріг), 59,5% використовуються в сільськогосподарських цілях, 26,9% зайнято лісами, 0,3% не є продуктивними (річки, льодовики або гори).

## Демографія
2019 року в громаді мешкало 3562 особи (+22,4% порівняно з 2010 роком), іноземців було 17,5%. Густота населення становила 366 осіб/км².
За віковим діапазоном населення розподілялося таким чином: 25,4% — особи молодші 20 років, 61,5% — особи у віці 20—64 років, 13,1% — особи у віці 65 років та старші. Було 1390 помешкань (у середньому 2,5 особи в помешканні).
Із загальної кількості 739 працюючих 40 було зайнятих в первинному секторі, 208 — в обробній промисловості, 491 — в галузі послуг.